# Asplenium andapense
Asplenium andapense är en svartbräkenväxtart som beskrevs av Tard. Asplenium andapense ingår i släktet Asplenium och familjen Aspleniaceae. Inga underarter finns listade.